# Enric de Montferrat
Enric de Montferrrat (circa 1020 - c. 1044 o 1045), de la família dels Alerams, va ser fill de Guillem III de Montferrat i germà petit d'Otó II de Montferrat. Al costat del seu germà va ser comarquès de Montferrat a partir del 1042.
Cap al 19 de gener del 1042 es va casar amb Adelaida de Susa, senyora de Torí. Amb aquesta unió s'unien els dos principals marquesats del nord-oest d'Itàlia.